# Chris Rankin
Chris Rankin (Auckland, Nova Zelanda, 8 de novembre de 1983) és un actor de cinema britànic d'origen neozelandès, conegut principalment pel seu paper de Percy Weasley a les pel·lícules de Harry Potter.

## Biografia
Chris Rankin va viure a Nova Zelanda fins que els seus pares es van traslladar a Anglaterra quan tenia 6 anys. Als 11 va descobrir la seva passió per la interpretació, a la Northgate High School de Norfolk. Actualment viu amb la seva xicota Megan a Norwich.

## Filmografia principal
- 2001: Harry Potter i la pedra filosofal - Percy Weasley
- 2002: Harry Potter i la cambra secreta - Percy Weasley
- 2004: Harry Potter i el pres d'Azkaban - Percy Weasley
- 2005: The Rotters' Club (televisió) - Waring
- 2007: Harry Potter i l'Orde del Fènix - Percy Weasley

## Teatre
- 2002: "Jack and the Beanstalk", al Norwich Theatre Royal - Percival[2]
- 2003: "A Taste of Honey", de Shelagh Stephenson, al Sheringham Little Theatre de Norfolk - Geoff
- 2003: "Snow White", al Norwich Theatre Royal - Percival
- 2004: "Hedda Gabler", d'Henrik Ibsen, amb Painted Horse - Loevborg
- 2004: "Snow White and the Seven Dwarves", al Oakengates Theatre de Telford - Percy
- 2005: "Salome", d'Oscar Wilde, amb Painted Horse - jove sirià
- 2005: "Dick Whittington", al Oakengates Theatre de Telford - Rei Rata
- 2006: "Wuthering Heights", basat en la novel·la d'Emily Brontë - Edgar
- 2006: "Cinderella", al Grand Pavillion Theatre de Porth Craw - Dandini
- 2007: "Snow White and the Seven Dawrves", al Civic Hall de Broxbourne